# Harald Ridderberg
Harald Andersson Ridderberg, född 1632, död 16 juli 1704 i Kaga församling, Östergötlands län, var en svensk adelsman och militär.

## Biografi
Harald Ridderberg föddes 1632. Han var son till löjtnanten Anders Larsson vid Östgöta ryttare. Ridderberg blev 1660 löjtnant vid Östgöta kavalleriregemente och blev 1675 ryttmästare vid nämnda regemente. Den 23 september 1676 blev han kompanichef vid Östgöta kavalleriregemente. Han adlades 29 september 1679 till Ridderberg och introducerades 1680 som nummer 955. Ridderberg tog avskedfrån tjänsten och avled 1704 på Gärstorp i Kaga församling.
Ridderberg ägde gården Gerstorp i Kaga socken, som han fick genom sin första hustru Elisabet Garfwe.

### Familj
Ridderberg gifte sig första gången före 21 juni 1665 med Elisabet Garfwe. Hon var dotter till översten Hans Garfwe och Kerstin Assersdotter. De fick tillsammans barnen Christina Ridderberg som var gift med löjtnanten Adam Johan Gripensköld och Catharina Ridderberg (död 1711).
Ridderberg gifte sig andra gången mellan 1689 och 1690 med Elisabet Holst (död 1725). Hon var dotter till landshövdingen Mauritz Holst och Sofia Kottulinski.